# Mother Game～她們的階級～
《Mother Game～她們的階級～》，2015年4月14日至6月16日於日本TBS電視台週二劇場時段（毎週二晚間10:00－10:54）播出的連續劇，此劇亦為木村文乃首部擔任主演的戲劇作品。

## 劇情概要
離婚的單親媽媽蒲原希子（木村文乃 飾），住在祖父徹治的家中，每天除了忙於便當店的工作，沒出息的前夫三不五時會出現在希子面前，希望與希子復合外，還得為5歲的兒子陽斗就學問題傷腦筋。好不容易終於讓兒子進入當地的幼兒園，這才發現兒子就讀的是一間名門幼兒園。
希子的「媽媽好友」之中，高中時代的同學也是軟式網球社的搭檔神谷由紀（貫地谷栞 飾），表面上是名門貴婦，其實她與丈夫都只是普通的上班族，她沉迷於賭博而無法自拔，欠下大筆債務；丈夫擔任執業醫生的矢野聰子（長谷川京子 飾），不斷受到婆婆的精神虐待；曾在大型廣告公司擔任企劃，事業有成的後藤綠（安達祐實 飾），有個作風強勢的丈夫，之後又發現丈夫與公司女同事有外遇關係，心灰意冷的後藤，與女兒學校裡的足球教練發生外遇關係；所有媽媽的絕對領導者－房地產公司「帝王」繼承人小田寺球繪（檀麗 飾），實際上也有不為人知的家庭祕密。大兒子因為表現無法讓家族成員滿意，被整個家族當成空氣……。
了解到這一切的希子，對於幼兒園內的真實情況感到吃驚，她決定改變這一切，努力與自己身處不同世界的媽媽建立新的關係，讓自己與這些媽媽們找到真正的幸福。

## 登場人物

### 主要人物
- 蒲原希子：木村文乃（香港配音：魏惠娥）
- 矢野聰子：長谷川京子（香港配音：林芷筠）
- 神谷由紀：貫地谷栞（香港配音：劉惠雲）
- 後藤綠：安達祐實（香港配音：鄭麗麗）
- 小田寺毬繪：檀麗（香港配音：陸惠玲）

### 蒲原家
- 蒲原徹治：龍雷太（日语：竜雷太）（香港配音：譚炳文）

希子的祖父。
- 蒲原陽斗：橫山步（日语：横山歩）（香港配音：黃瑩瑩）

希子的兒子。

### 矢野家
- 矢野正輝：櫻井聖（日语：桜井聖）（香港配音：張錦江）

聰子的丈夫。
- 矢野靜子：長谷川稀世（日语：長谷川稀世）（香港配音：蔡惠萍）

聰子的婆婆。作風強勢，對媳婦聰子頗有怨言。
- 矢野奈：香音（日语：香音）（香港配音：葉曉欣）

矢野家長女。
- 矢野衿奈：渡邊令羅（香港配音：成瑤孆）

矢野家次女。
- 矢野優輝：大江優成（香港配音：廖杏茵）

矢野家長男，矢野家三个孩子中最小的一个。

### 神谷家
- 神谷恭二：篠田光亮（日语：篠田光亮）（香港配音：鄧志堅）

由紀的丈夫。任職於地方公所的公務員。
- 神谷櫻子：後藤由依良（香港配音：何晶晶）

由紀與恭二的女兒。

### 後藤家
- 後藤修平：丸山智己（日语：丸山智己）（香港配音：黃啟昌）

綠的丈夫，任職廣告代理店。
- 後藤梨香：矢崎由紗（日语：矢崎由紗）（香港配音：陳皓宜）

綠與修平的女兒。

### 小田寺家
- 小田寺隆吾：豐原功補（香港配音：潘文柏）

毬繪的入贅丈夫，小田寺集團飯店及餐廳社長。
- 小田寺信：五十嵐陽向（日语：五十嵐陽向）（香港配音：何璐怡）

毬繪與隆吾的次子。
- 小田寺彬：望月步（香港配音：陳灝瑋）

毬繪與隆吾的長子，信的哥哥。

### 小水滴幼兒園相關人士
- 奈良岡信之助：瀨戶康史（香港配音：梁偉德）

小水滴幼兒園的幼教老師，喜歡蒲原希子。
- 山川真美子：映美藏良（日语：映美くらら）（香港配音：謝潔貞）

幼兒園的家長之一。
- 角田佳代：富永沙織（日语：富永沙織）（香港配音：朱妙蘭）

幼兒園的家長之一。
- 奈良岡文：室井滋（香港配音：林丹鳳）

小水滴幼兒園的園長。
- 奈良岡舟：室井滋（分飾）（香港配音：林丹鳳）

奈良岡文的雙胞胎妹妹，信之助的阿姨。

#### 其他人物
- 磯山琢己：上地雄輔（香港配音：陳廷軒）

梨香就讀學校裡的足球隊教練，綠的外遇對象。
- 柏木薫平：澀川清彥（日语：渋川清彦）（香港配音：馮錦堂）

希子任職的便當店員工。
- 樫山秀德：岡田義徳（香港配音：李錦綸）

希子的前夫。陽斗的父親。
- 包養神谷由紀的老人：濱田晃（日语：浜田晃）（香港配音：招世亮）
- 崎坂樹里：中山由香（日语：中山由香）（香港配音：何寶珊）

綠與修平任職的廣告代理店女性員工，修平的外遇對象。
- 墨川區公所職員：田中直樹（香港配音：劉昭文）
- 墨川區公所女性職員：平田敦子（日语：平田敦子）（香港配音：伍秀霞）

## 製作團隊
- 劇本：荒井修子（日语：荒井修子）、武田有起、千壽實里
- 音樂：遠藤浩二（日语：遠藤浩二）
- 主題曲：〈Beautiful〉Superfly（日本華納音樂）
- 製作人：新井順子
- 導演：塚原亞由子、竹村謙太郎、福田亮介、村尾嘉昭
- 製作：DREAMAX、TBS

## 播出日程
| 各集                                                    | 播出日期 | 標題                                                                    | 劇本     | 導演       | 收視率 |
| ------------------------------------------------------- | -------- | ----------------------------------------------------------------------- | -------- | ---------- | ------ |
| 第1集                                                   | 4月14日  | 平凡單親媽媽的挑戰！？女性的階級與檯面下的規則                          | 荒井修子 | 塚原亞由子 | 9.8%   |
| 第2集                                                   | 4月21日  | 女性的幸福由什麼來決定？被隱瞞的素顏與母親的眼淚                        | 武田有起 | 竹村謙太郎 | 8.7%   |
| 第3集                                                   | 4月28日  | 女性的價值由什麼來決定？母親的外貌與自尊                                | 荒井修子 | 塚原亞由子 | 7.3%   |
| 第4集                                                   | 5月5日   | 婆婆的精神虐待與耳充不聞的丈夫…父親存在的價值在哪裡？女性的光彩與陰影   | 荒井修子 | 福田亮介   | 8.5%   |
| 第5集                                                   | 5月12日  | 為了保護孩子而撒謊...？豪門背後所隱藏的驚人真相！                       | 武田有起 | 竹村謙太郎 | 7.7%   |
| 第6集                                                   | 5月19日  | 妻子不能容許的逃避行為...！隱藏在秘密中的真面目是…？                    | 千壽實里 | 塚原亞由子 | 8.3%   |
| 第7集                                                   | 5月26日  | 終於開始要對精神虐待的婆婆反擊了！？...在合唱表演上流淚的女性的事件始末 | 荒井修子 | 村尾嘉昭   | 9.5%   |
| 第8集                                                   | 6月2日   | 禁忌的外遇契約...！？被迫接受考驗！母子間永不分開的親情                 | 武田有起 | 福田亮介   | 9.0%   |
| 第9集                                                   | 6月9日   | 不配為人母親...？上流家庭崩塌！給孩子的最後愛的證明                     | 武田有起 | 竹村謙太郎 | 8.6%   |
| 完結篇                                                  | 6月16日  | 今晚是最終回！踏上旅程之時...她們所選擇的未來是什麼？                   | 荒井修子 | 塚原亞由子 | 10.5%  |
| 平均收視率8.79%（收視率由Video Research於關東地區統計） |          |                                                                         |          |            |        |

## 外部連結
- Mother Game～她們的階級～－TBS官方網站（页面存档备份，存于）（日語）
- Mother Game～她們的階級～的X（前Twitter）（日語）
- 媽咪們的心機－緯來日本台官方網站（页面存档备份，存于）（繁體中文）

## 節目的變遷
| TBS電視台 週二連續劇            | TBS電視台 週二連續劇                                 | TBS電視台 週二連續劇 |
| ------------------------------- | ---------------------------------------------------- | -------------------- |
|                                 | Mother Game～她們的階級～ （2015年4月14日－6月16日） |                      |
| 純白 （2015年1月13日－3月17日） | 酒店禮賓部 （2015年7月7日－9月22日）                 |                      |

| 香港 TVB日劇台 星期六 13:30 - 15:25、17:30 - 19:30及21:30 - 23:30 | 香港 TVB日劇台 星期六 13:30 - 15:25、17:30 - 19:30及21:30 - 23:30 | 香港 TVB日劇台 星期六 13:30 - 15:25、17:30 - 19:30及21:30 - 23:30 |
| ----------------------------------------------------------------- | ----------------------------------------------------------------- | ----------------------------------------------------------------- |
|                                                                   | （2015年8月15日－9月12日）                                        |                                                                   |
| （2015年7月11日－8月8日）                                         | 變身 （2015年9月19日－10月3日）                                   |                                                                   |

| 台灣 緯來日本台 每週一至五 21:00 - 21:58 | 台灣 緯來日本台 每週一至五 21:00 - 21:58 | 台灣 緯來日本台 每週一至五 21:00 - 21:58 |
| ---------------------------------------- | ---------------------------------------- | ---------------------------------------- |
|                                          | （2015年10月29日－11月11日）             |                                          |
| （2015年10月15日－10月28日）             | （2015年11月12日－2016年1月22日）        |                                          |

| 台灣 緯來日本台 每週一至五 21:00 - 22:00          | 台灣 緯來日本台 每週一至五 21:00 - 22:00 | 台灣 緯來日本台 每週一至五 21:00 - 22:00 |
| ------------------------------------------------- | ---------------------------------------- | ---------------------------------------- |
|                                                   | （2018年5月8日－）                       |                                          |
| 99.9 不可能的翻案 （2018年4月24日－2018年5月7日） | -                                        |                                          |